# Temporada da WTA de 2003
O WTA Tour de 2003 foi a turnê de elite do tênis feminino profissional organizado pela Women's Tennis Association (WTA) para a temporada de 2003.
O WTA Tour de 2003 incluiu os quatro torneios Grand Slam  (supervisionados pela International Tennis Federation (ITF)), os eventos WTA Tier I, Tier II, Tier III, Tier IV e Tier V, a Fed Cup (organizada pela ITF) e o WTA Championships de final de ano. 

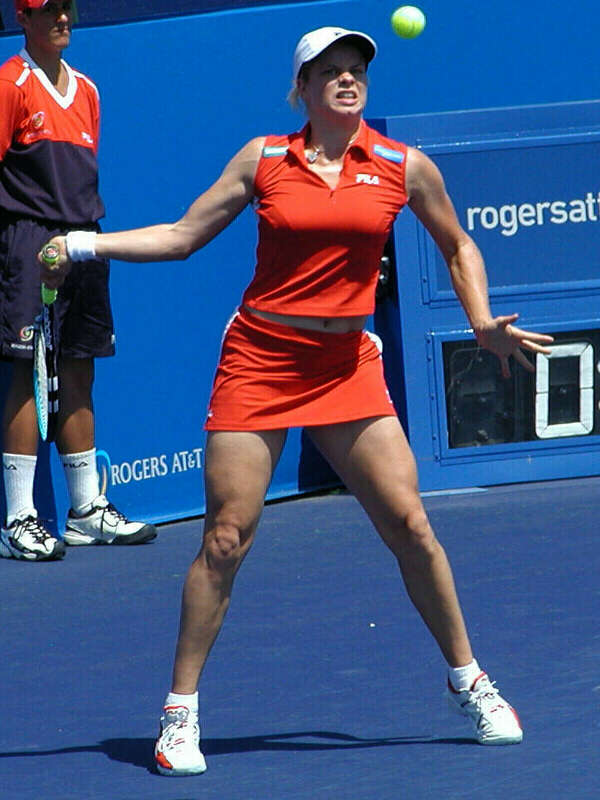
Kim Clijsters ganhou 9 títulos na temporada.

## Ranking de final de ano
Lista das 20 primeiras do ranking de final de ano da WTA de 2003 em competições de simples e duplas: